# 布恰区
布恰区（羅馬化：Buchanskyi raion）是乌克兰基辅州的一个区，行政中心位于布恰，面积为1,544平方公里，2021年人口362,382（2021年估计）。该区设立于2020年7月，属于乌克兰行政区划改革的一部分。

## 行政区划
该区成立时下分为12个市镇（括号内为该市镇的行政中心）：
- 布恰市镇（布恰）
- 博罗江卡市镇（博羅江卡）
- 维什内韦市镇（維什內韋）
- 伊尔平市镇（伊爾平）
- 霍斯托梅尔市镇（霍斯托梅爾）
- 科秋賓斯凱市鎮（科秋賓斯凱）
- 马卡里夫市镇（烏克蘭語：Макарівська селищна громада）（馬卡里夫）
- 内米沙耶韦市镇（烏克蘭語：Немішаївська селищна громада）（內米沙耶韋）
- 皮斯基夫卡市镇（烏克蘭語：Пісківська селищна громада）（皮斯基夫卡）
- 博尔夏希夫卡市镇（烏克蘭語：Борщагівська сільська громада）（彼得罗巴甫利夫斯卡-博尔夏希夫卡）
- 德米特里夫卡市镇（烏克蘭語：Дмитрівська сільська громада (Київська область)）（德米特里夫卡）
- 比洛霍罗德卡市镇（烏克蘭語：Білогородська сільська громада）（比洛霍罗德卡（烏克蘭語：Білогородка (Бучанський район)））